# Divina Infantita
La Divina Infantita o Niña María es una advocación de la infancia de la Virgen María que tiene sus orígenes de devoción en el México del siglo XIX. Se le atribuye su veneración a la monja Concepcionista Sor Magdalena de San José del ex-convento de San José de Gracia ubicado en calle Mesones 139, colonia Centro, Ciudad de México.

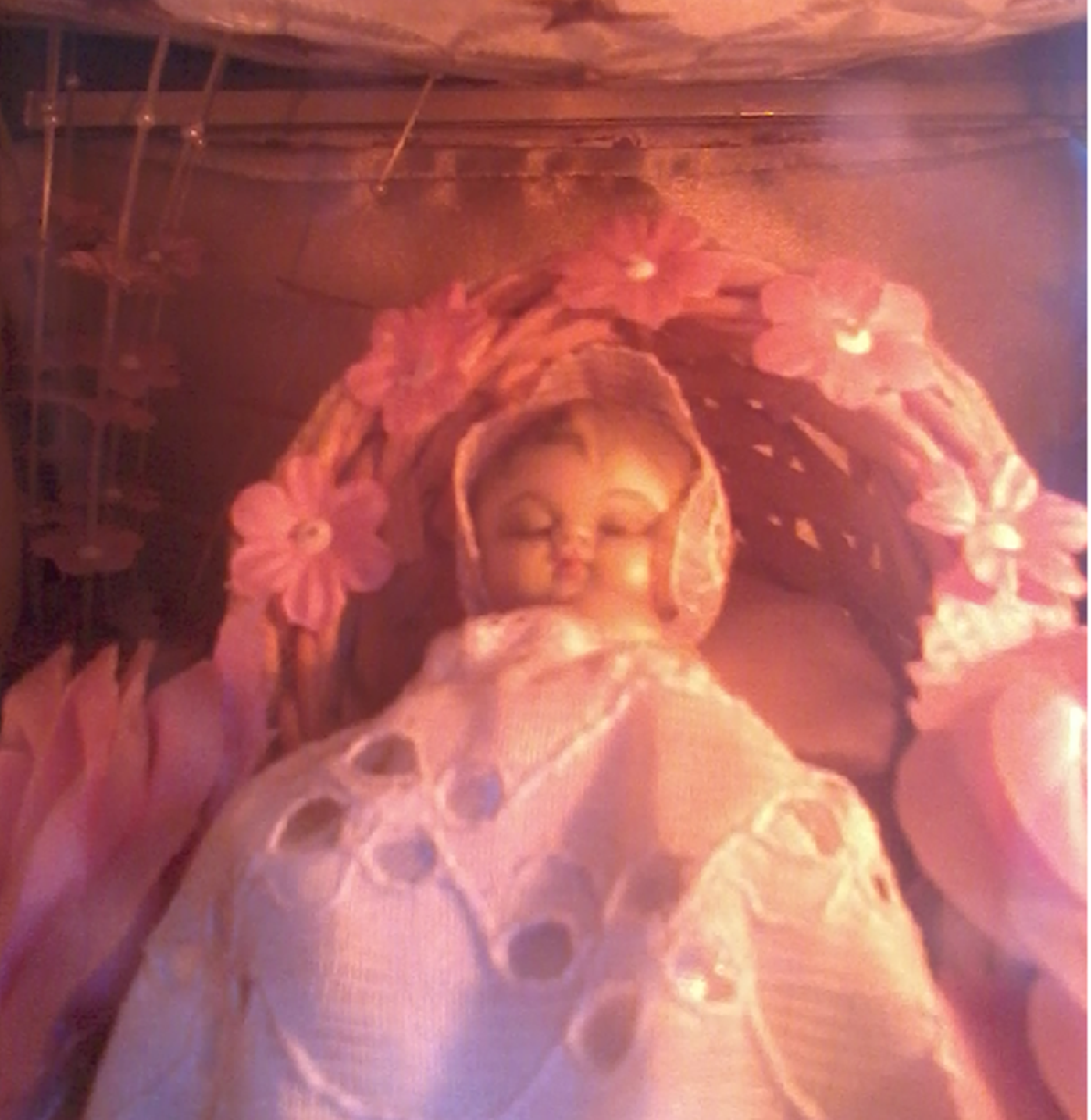
Divina Infantita imagen venerada en Parroquia de La Inmaculada Concepción de la Colonia Chapultepec Puebla Pue. México; es una imagen pequeña de 6 cm

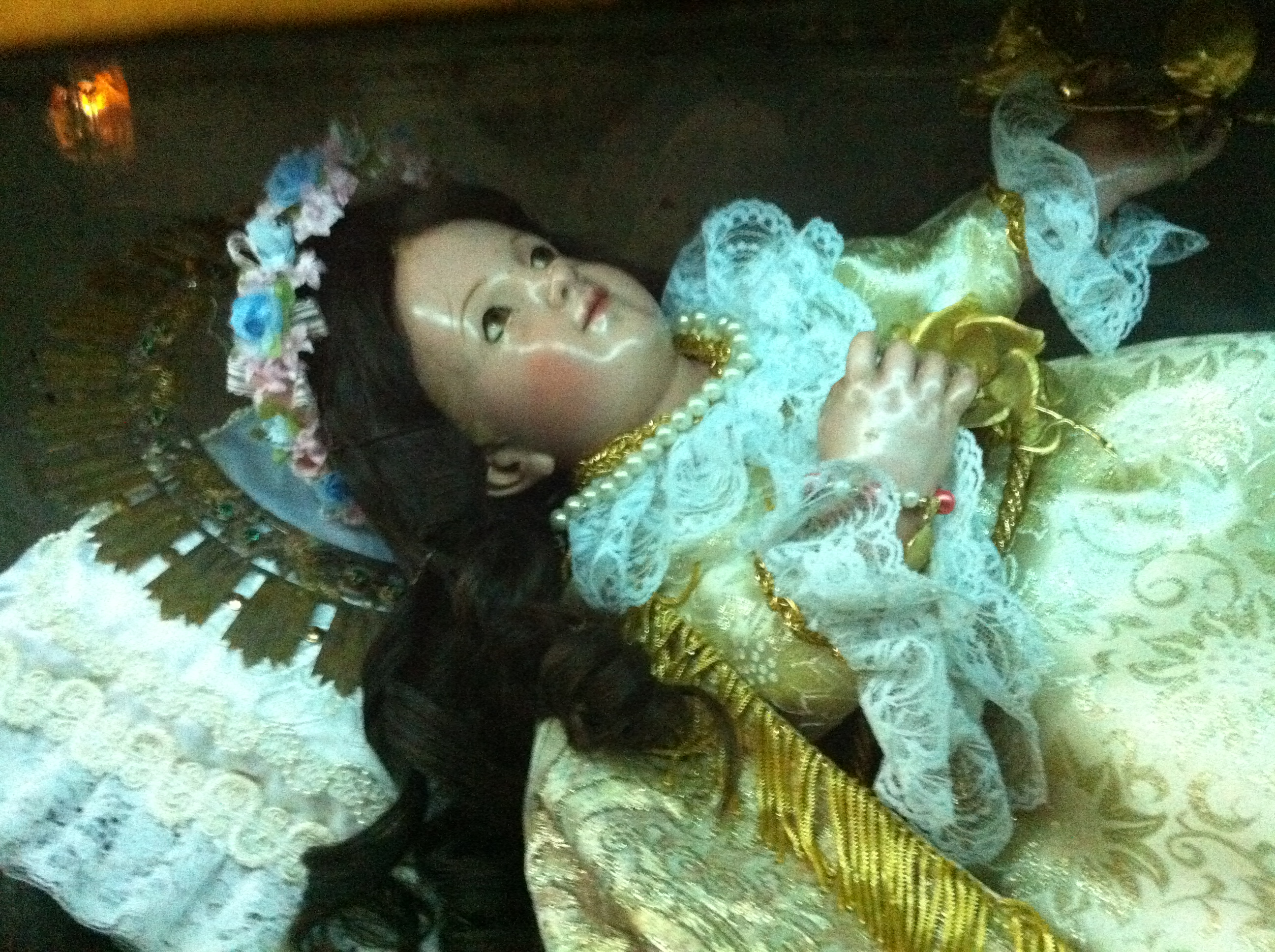
Divina Infantita en Zapopan

## Historia
Un 6 de enero de 1840, durante los festejos de la Epifanía del señor, Sor Magdalena ante el pesebre del Niño Dios se preguntó: ¿Por qué a la Madre de Dios no se le celebraba su nacimiento como a su Hijo Jesús?
Y mientras reflexionaba acerca de cómo alabar a la Santísima Virgen Niña, Ella se le apareció recién nacida con un vestido de luces, sobre unas nubes, recostada y escuchó que decía:

Concederé todas las gracias que me pidan las personas que me honren en mi infancia, pues es una devoción muy olvidada.
Virgen María a Sor Magdalena

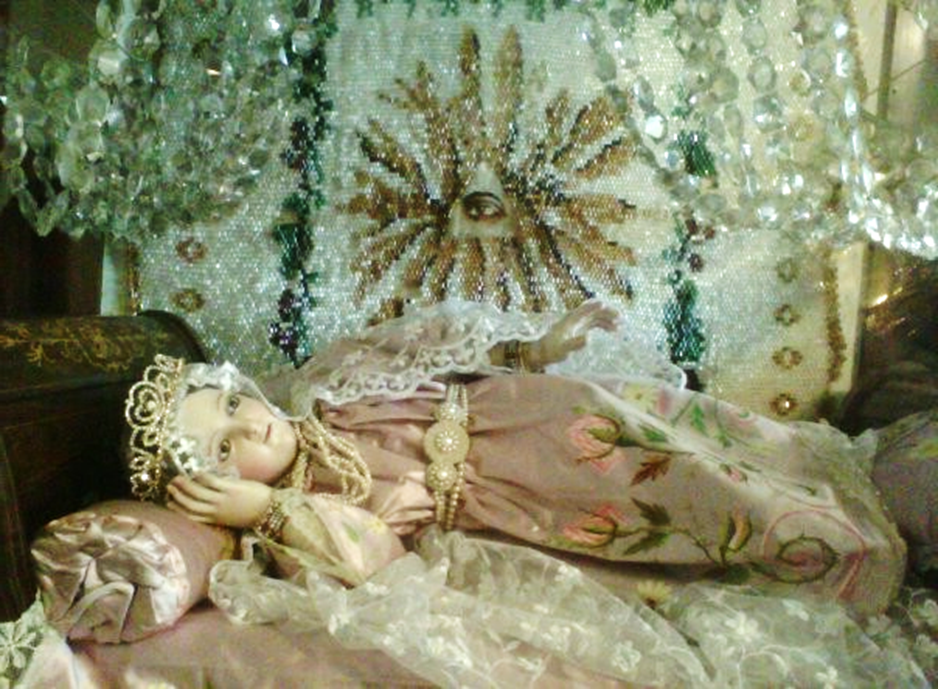
Imagen Original de la divina Infantita Ciudad de México que data del (ex-convento de san José de Gracia)

Conmovida por tan inexplicable evento comenzó a comunicarlo a su comunidad, su corazón sintió la alegría de venerarla por lo que pidió permiso a la madre Guadalupe de San Lorenzo para que se realizara una advocación de la aparición que había presenciado y así cumplir con el deseo de devoción de la Santísima Virgen Niña. Sin embargo la superiora resistiéndose y probando si la aparición no fue un delirio de Sor Magdalena, decidió hacer caso omiso del hecho, pensando si fuese auténtica la intención de la Santísima Virgen insistiría con su advocación.
Por lo que días después, mientras Sor Magdalena hacia sus labores de limpieza encontró una cabecita de un ángel que se había desprendido del sagrario. La tomó y la llevó a la madre superiora para que le autorizara realizar la imagen de la Divina Infantita con la cabecita del ángel. Después de la insistencia la abadesa le concedió el permiso, llamaron a un buen escultor, explicándole cómo era la aparición que ella había visto. La imagen quedó preciosa y radiante tal cual la había visto durante  su visión.
La Madre Magdalena llena de entusiasmo y de júbilo la llevó a bendecir y a promover el culto Santísima Virgen Infantita, dando a conocer los deseos de alabanza que la Virgen Niña le había pedido a Sor Magdalena.
Hizo la divina Niña, por medio de esta primera imagen, muchos milagros: entre  otros, la conversión de un gran pecador, y haber recobrado la vista una niña ciega. Sor Magdalena era sencilla como una niña y loca de amor por su Divina Infantita, le hacía unas demostraciones de amor verdaderamente infantiles. Junto a su celda, puso otra para la Niña con un letrero por fuera que decía: Celda de la divina Infantita. En ella le tenía juguetes, dulces, flores, etc., mil primores como si la imagen fuera una niña viva. Le hacía sus novenas con gran solemnidad, y en su fiesta principal, su Natividad (nacimiento de la virgen), el 8 de septiembre.

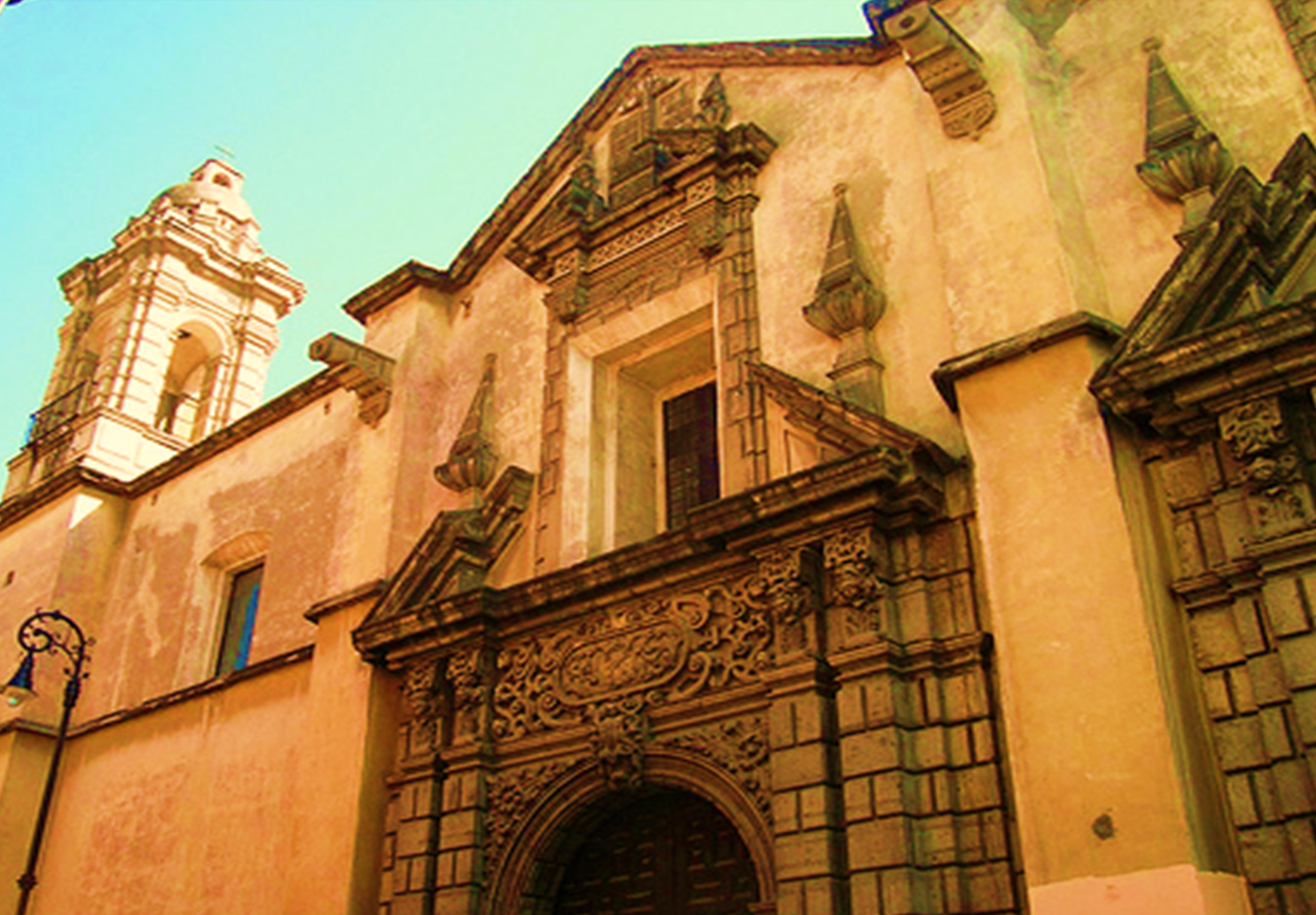
Exterior del ex-convento de san José de Gracia Ciudad de México actual sede de la iglesia Anglicana de México en donde se creó la primera imagen de la Divina Infantita

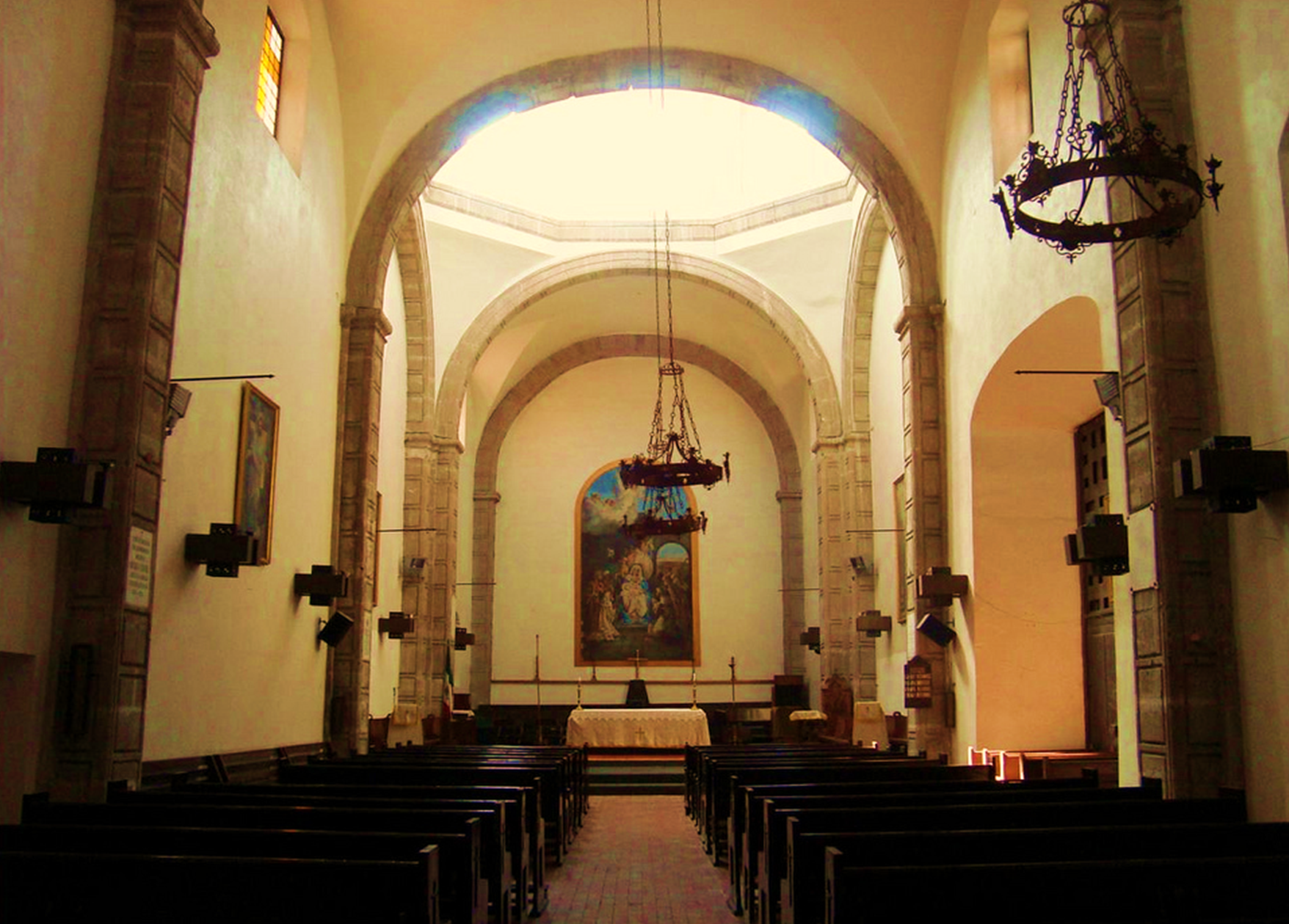
Nave principal del templo del Ex-convento de José de Gracia Ciudad de México

- Datos: Q5811583
- Multimedia: Divina Infantita / Q5811583